# DNS-Sinkhole
Ein DNS-Sinkhole, auch bekannt als Sinkhole Server, Internet Sinkhole oder Blackhole DNS ist ein DNS-Server, der so konfiguriert ist, dass er nicht weiterleitbare Adressen für eine bestimmte Gruppe von Domainnamen vergibt oder aber Zugriffe auf diese Domains an einen anderen Server (das sog. „Sinkhole“) weiterleitet.
Computer, die das Sinkhole nutzen, können dann nicht auf das eigentliche Ziel zugreifen. Je weiter oben sich das Sinkhole in der DNS-Auflösungskette befindet, desto mehr Anfragen werden fehlschlagen, da die Anzahl der niedrigeren NS-Server, die wiederum eine größere Anzahl von Clients bedienen, größer ist. Einige der größeren Botnetze wurden durch Top-Level-Domain-Sinkholes, die sich über das gesamte Internet erstrecken, unbrauchbar gemacht. DNS-Sinkholes sind wirksam bei der Erkennung und Blockierung von Bots und anderem bösartigen Verkehr.
Standardmäßig wird die lokale Hosts-Datei auf einem Computer vor den DNS-Servern überprüft und kann auf die gleiche Weise zum Blockieren von Websites verwendet werden.

## Anwendungen
Sinkholes können sowohl konstruktiv genutzt werden, um Bedrohungen wie z. B. durch WannaCry und Avalanche einzudämmen, als auch destruktiv, beispielsweise zur Unterbrechung von DNS-Diensten bei einem DoS-Angriff.
Eine Anwendung ist das Stoppen von Botnets, indem die DNS-Namen unterbrochen werden, die das Botnet für die Koordination verwenden soll. Eine andere Verwendung ist das Blockieren von Adserver-Seiten, entweder mit Hilfe eines Hosts-File-basierten Sinkholes oder durch den lokalen Betrieb eines DNS-Servers (z. B. mit einem Pi-hole). Lokale DNS-Server blockieren effektiv Werbung für alle Geräte im Netzwerk.